# Ray Kellogg
Pour les articles homonymes, voir Kellogg.
Ne doit pas être confondu avec Ray Kellogg (acteur) (1919–1981).
Edgar Ray Kellogg (né le 15 novembre 1905 en Iowa et mort le 5 juillet 1976  à Ontario, dans le comté de San Bernardino, en Californie) est un réalisateur américain.

## Biographie
Au cours de la Seconde Guerre mondiale, Ray Kellogg est lieutenant dans la Navy, dans l'équipe photographique de terrain de l'O.S.S.. C'est à ce moment qu'il fait connaissance avec John Ford.
« Le premier film projeté en audience [au procès de Nuremberg] le 29 novembre 1945, sous le titre Les Camps de concentration nazis (en) (PS-2430), fut réalisé sous la direction du lieutenant de marine Ray Kellogg, adjoint de John Ford à la direction de la FPB/OSS. Le Colonel George Stevens, alors en service au corps des transmissions des Forces expéditionnaires alliées, attaché au Grand Quartier général, souvent cité comme étant le réalisateur du film, n’y a apposé son affidavit qu’en sa qualité de responsable, entre le 1er mars et le 8 mai 1945, des images tournées dans les camps de concentration nazis et les camps de prisonniers libérés par les Alliés ».
Après la guerre, Kellogg déménage à Hollywood et effectue des effets spéciaux pour la 20th Century Fox. En 1959, il réalise ses premiers films réalisés : The Killer Shrews et The Giant Gila Monster (en).
Il meurt du cancer à Ontario, en Californie.

## Filmographie

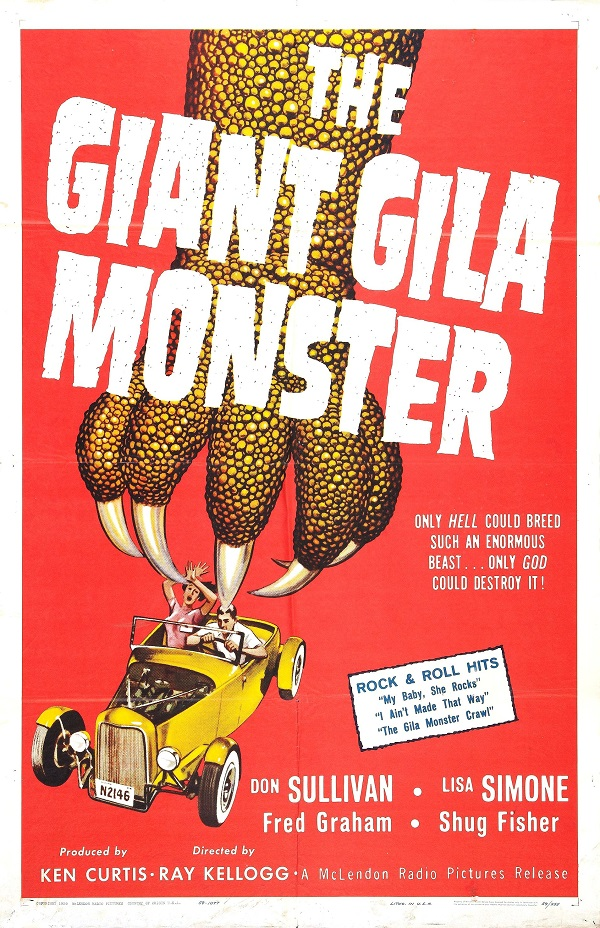
Affiche de ' (1959).

### Comme réalisateur
- 1959 : The Killer Shrews
- 1959 : The Giant Gila Monster (en)
- 1960 : My Dog, Buddy (en)
- 1968 : The Green Berets - co-réalisation avec John Wayne et Mervyn LeRoy (1968)

### Comme producteur
- 1945 : That Justice Be Done (en)
- 1973 : Le Poney rouge (TV) (1973)

## Source de la traduction
- (en) Cet article est partiellement ou en totalité issu de l’article de Wikipédia en anglais intitulé « Ray Kellogg » (voir la liste des auteurs).